# Žičas stift
Žičas stift (serbisk kyrilliska: Епархија жичка; latinska: Eparhija žička; kyrkslaviska: Жичскаѧ є҆па́рхїѧ) är ett stift i den Serbisk-ortodoxa kyrkan, som är baserat i staden Kraljevo i centrala Serbien.

## Biskop
Stiftets biskop är Justin Stefanović sedan år 2014.

## Kloster
Stiftet har ett 30-tal kloster.

## Kyrkor och kloster som tillhör stiftet (urval)

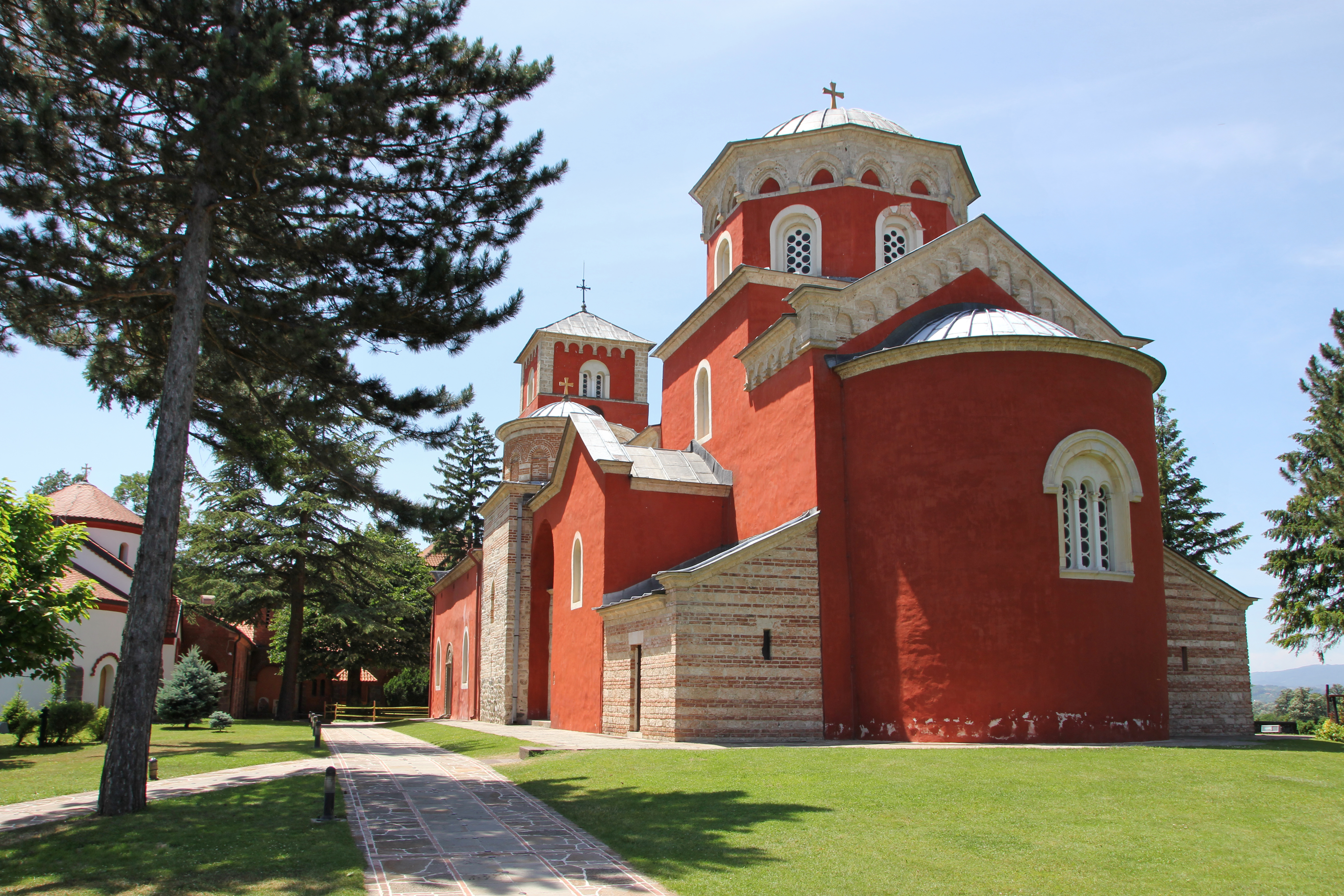
Žičaklostret
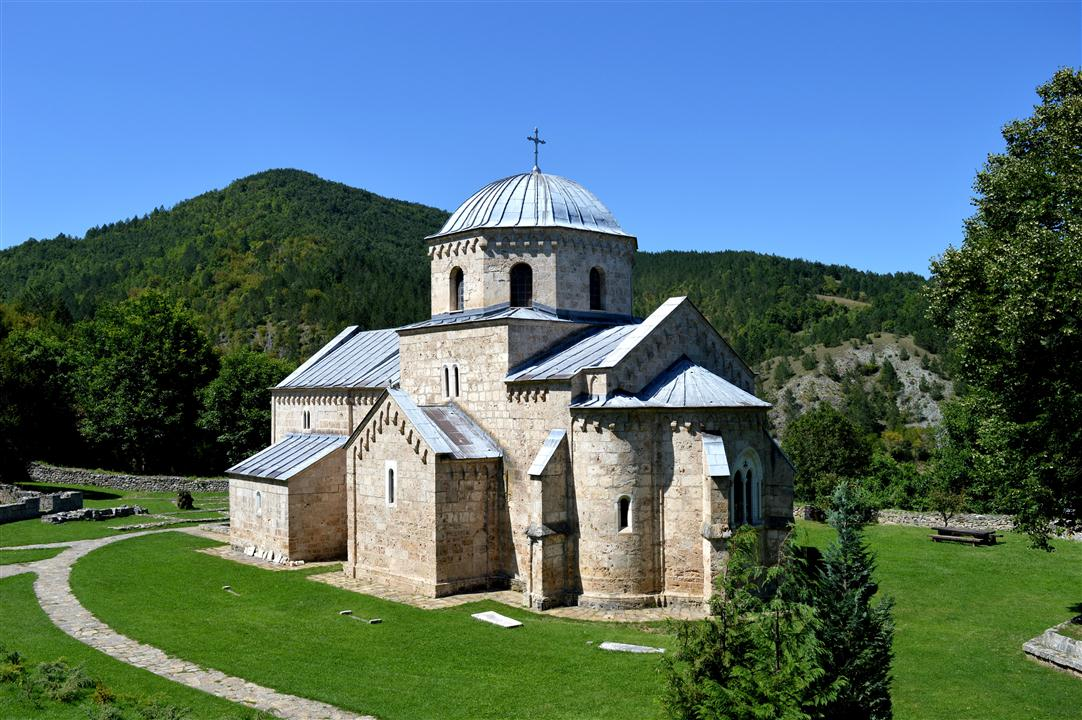
Gradacklostret
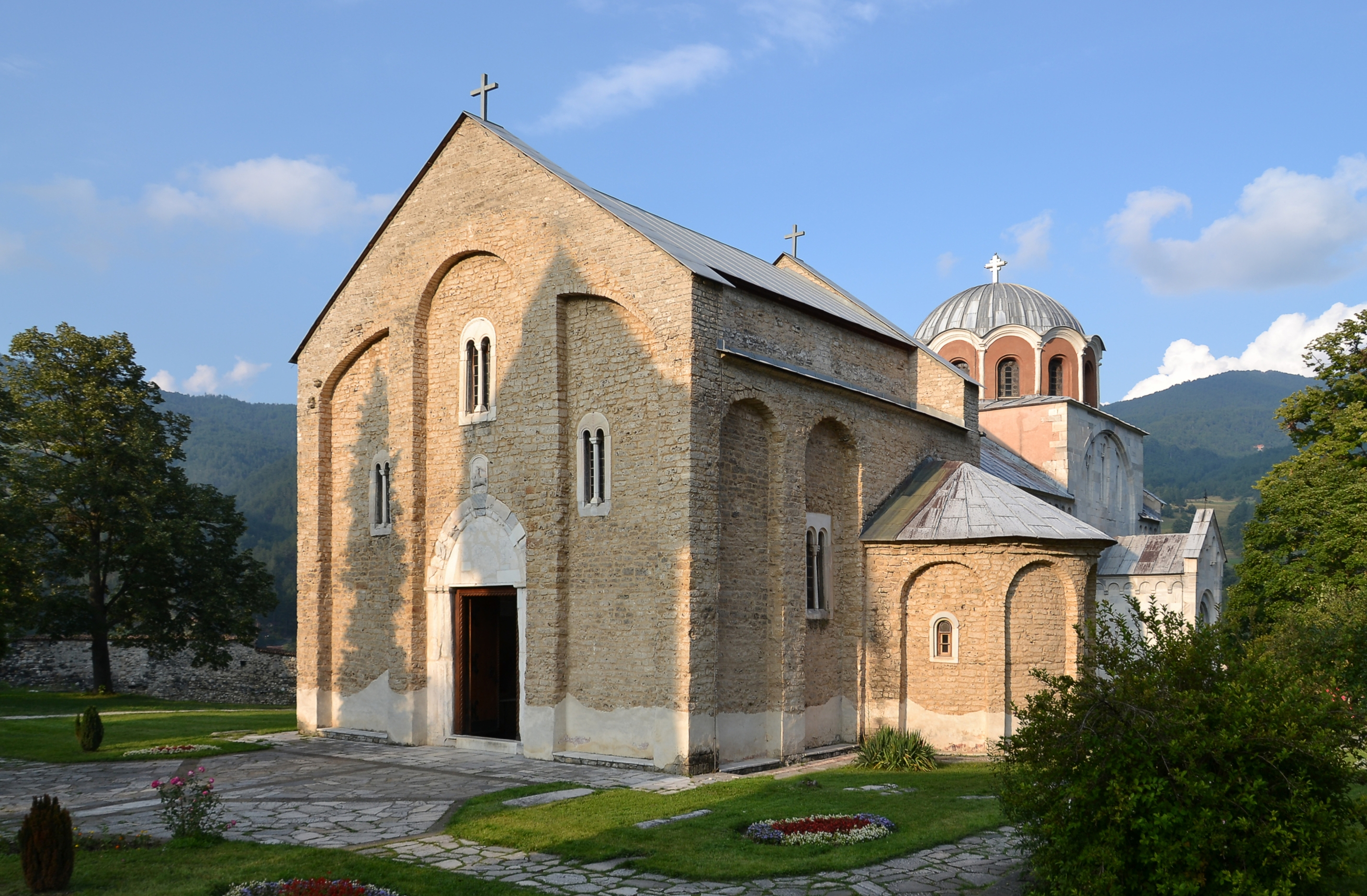
Studenicaklostret i Kraljevo.
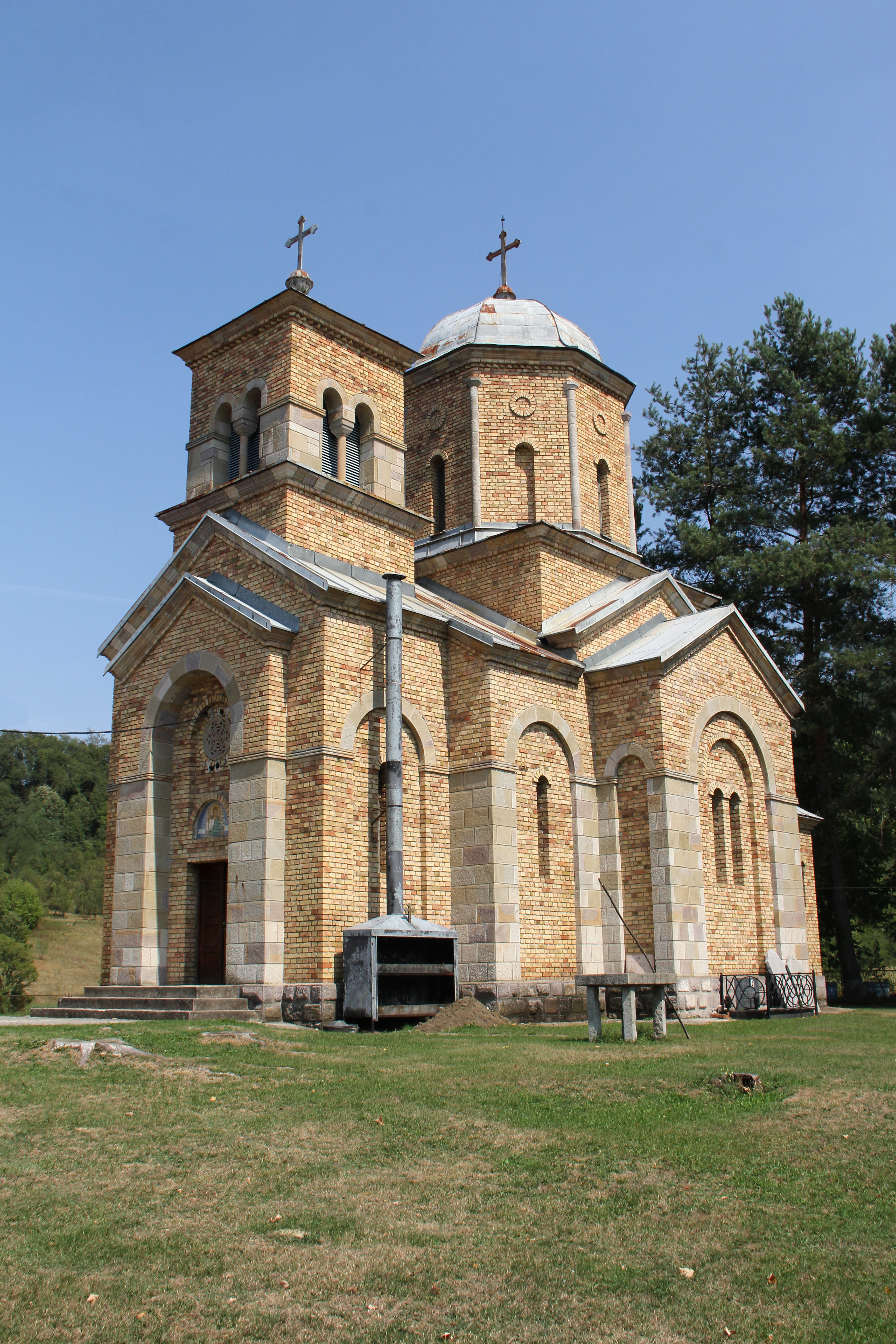
Helige ärkeängeln Gabriels kyrka i Zagrađe
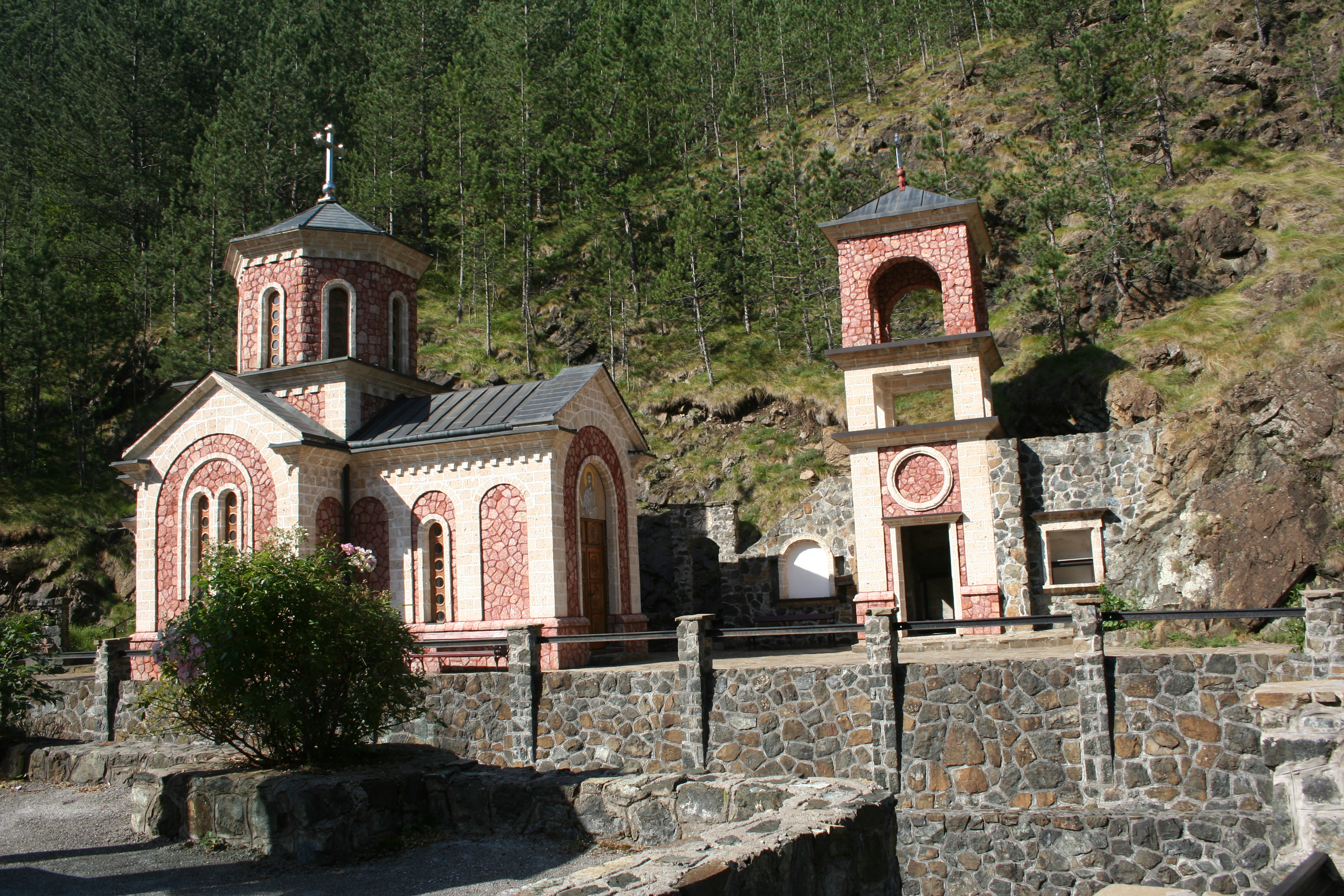
Helige Johannes Döparens kyrka i Užice
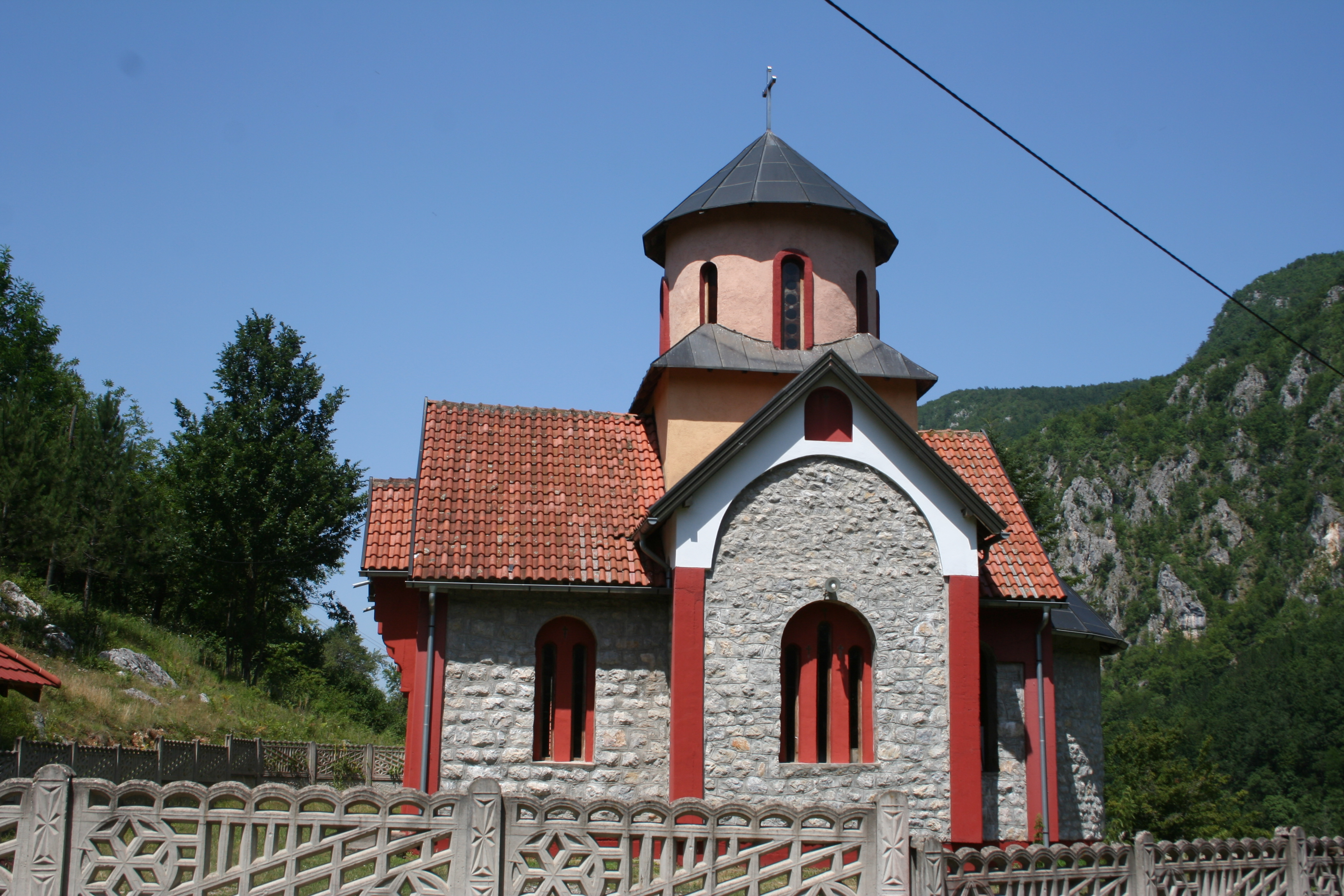
Allraheligaste Guds Moders förböns kyrka i Rastište
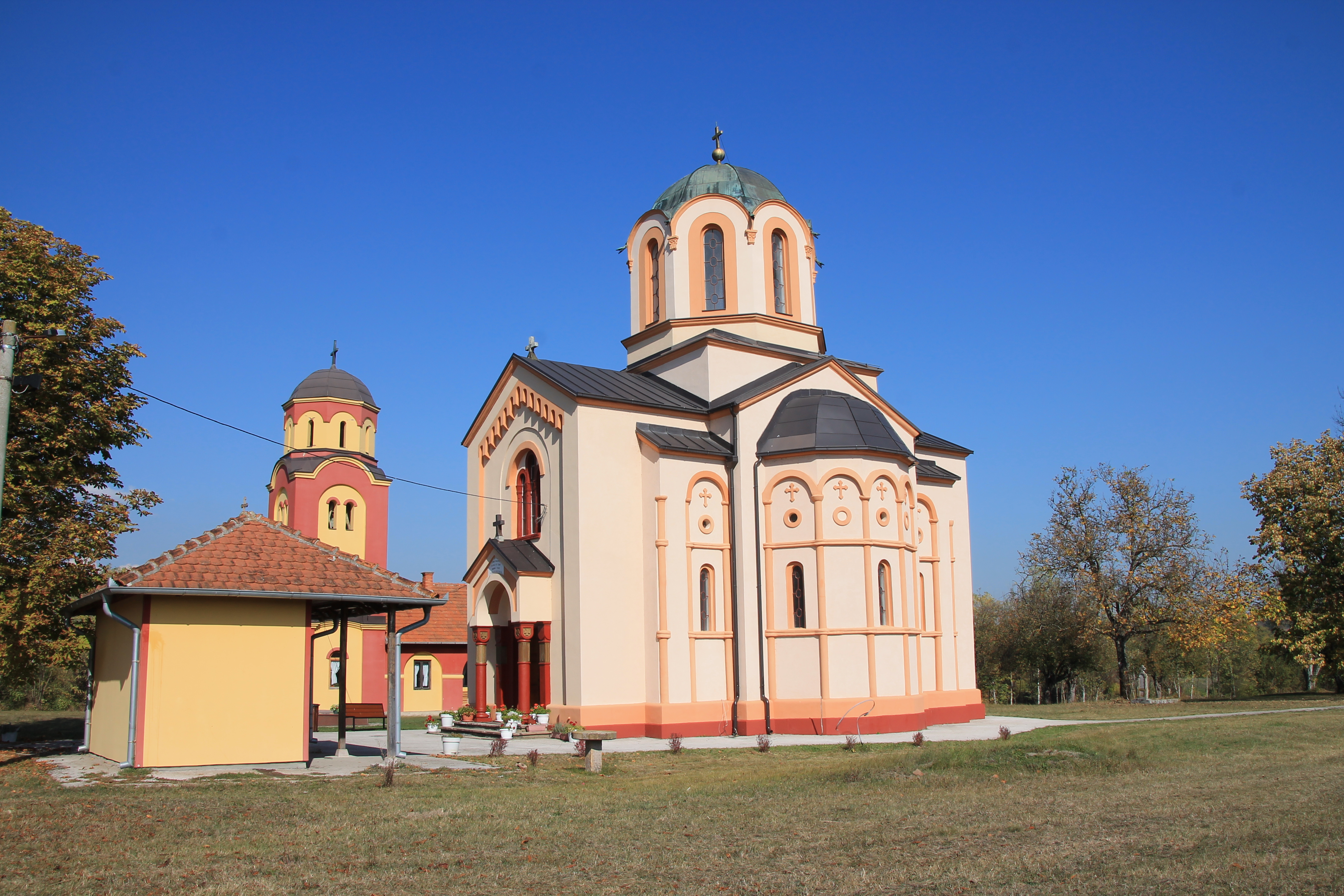
Helige aposteln och evangelisten Markus kyrka i Čačak
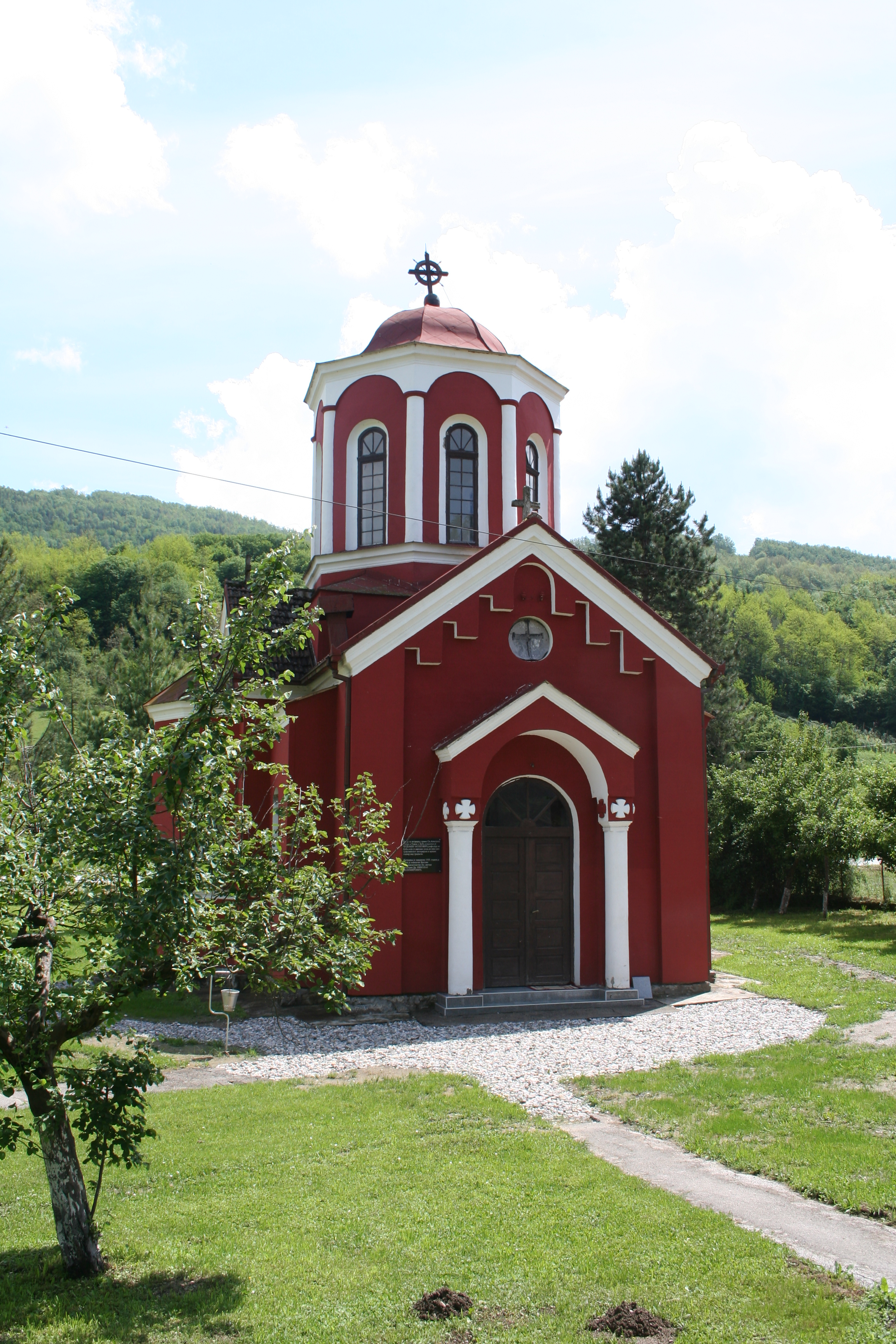
Heliga apostlarna Petrus och Paulus kyrka i Dub